# German Pro Championships
Die German Pro Championships gehörten zu den wichtigsten Turnieren im Profitennis vor der Open Era. Es gab vergleichbare Turniere in anderen Ländern und außerdem die World Pro Championships. Zunächst fanden die Turniere überwiegend auf Hartplätzen statt, allerdings gab es bereits am 4.–6. Oktober 1912 ein Hallenturnier in Bremen. Nach 1945 liefen die Veranstaltungen unter dem Titel German International (1951) und Berlin Pro Championships (1952). Ende der 1970er Jahre gab es Nachfolgeveranstaltungen u. a. mit der WTA Berlin.

## Herren-Einzel
| Jahr | Sieger          | Gegner          |
| ---- | --------------- | --------------- |
| 1911 | Karel Koželuh   | Roman Najuch    |
| 1912 | Willi Hannemann | unbekannt       |
| 1928 | Roman Najuch    | Hermann Bartelt |
| 1929 | Roman Najuch    | Hermann Bartelt |
| 1930 | Martin Plaa     | Hans Nüsslein   |
| 1931 | Hans Nüsslein   | Roman Najuch    |
| 1932 | Martin Plaa     | Bill Tilden     |
| 1933 | Hans Nüsslein   | Bill Tilden     |
| 1934 | Hans Nüsslein   | Robert Ramillon |
| 1935 | Hans Nüsslein   | E. Goritschnig  |
| 1936 | Hans Nüsslein   | Robert Ramillon |
| 1937 | Bill Tilden     | Hans Nüsslein   |
| 1938 | Hans Nüsslein   | Robert Ramillon |
| 1939 | Hans Nüsslein   | unbekannt       |
| 1951 | Pancho Segura   | Carl Earn       |
| 1952 | Pancho Gonzales | Don Budge       |